# Dimitri Verbelen

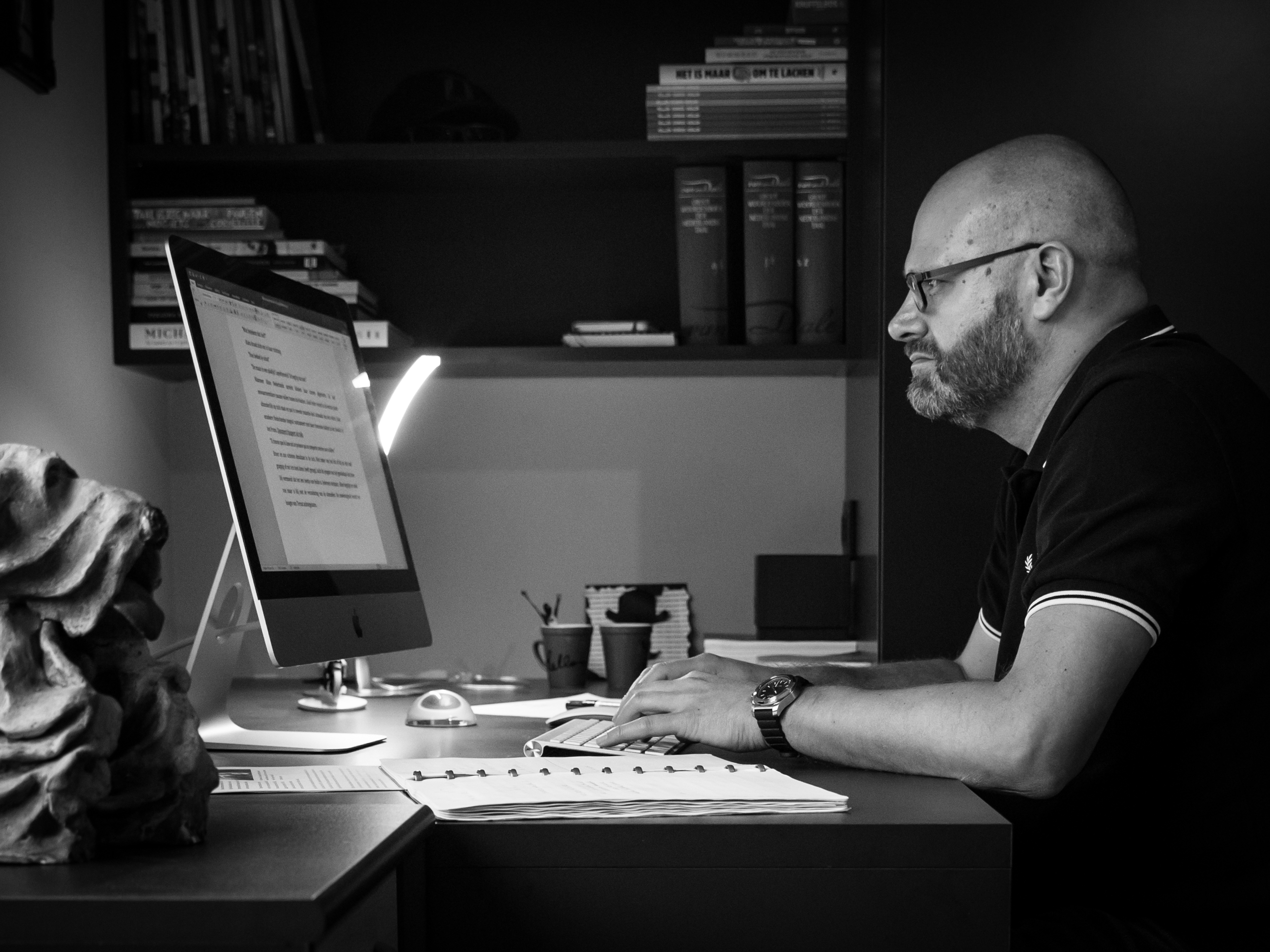
Dimitri Verbelen in 2017

Dimitri Verbelen (Gent, 22 september 1973) is een Vlaams auteur, toneelschrijver, dichter en aforist uit Lede. Hij schreef twee romans, twee toneelstukken en één bundel met aforismen, uitspraken en columns. Hij brak door als de man achter de Facebookpagina 'Vrolijk Relativerende Liga ter Bestrijding van Azijnpis en Verzuring'.

## Biografie
Verbelen groeide op als enig kind in het landelijke Aaigem. Hij las graag en veel en droomde er naar eigen zeggen altijd van om schrijver te worden. Die bucolische jeugd vormde de inspiratiebron voor zijn eerste roman Vrolijke vrolijke vrienden.
Verbelen debuteerde vrij laat omdat het hem in eerste instantie aan het nodige zelfvertrouwen ontbrak om met zijn schrijfsels naar buiten te komen. Hij zegt daarover zelf, enigszins ironisch, dat hij schrijver is geworden ‘omdat het hem aan talent ontbreekt om gitaar te spelen’.
Vanaf 2011 begon Verbelen aforismen, witzen en columns te publiceren onder het pseudoniem D!, in een Facebook-groep genaamd ‘De Vrolijk Relativerende Liga ter Bestrijding van Azijnpis en Verzuring’. Deze liga is weleens omschreven als een ironische en sarcastische Bond zonder Naam die uitpakt met quotes als ‘Bloemen verwelken, schepen vergaan, en af en toe wil ik eens iemand heel hard op zijn bakkes slaan’.

### Romans
Op 11 september 2015 debuteerde Verbelen als romancier met het boek 'Vrolijke vrolijke vrienden' bij uitgeverij Lannoo. Daarin vertelt hij het verhaal van vier vrienden uit Aaigem die uit elkaar groeien naarmate ze worden ingehaald door het volwassen leven. Het boek kreeg enkele goede kritieken en beleefde al na twee weken een tweede druk.
In het voorjaar van 2018 kwam zijn tweede roman 'Bovenhuids' (uitgeverij Lannoo) uit. Hiervoor dook Verbelen in de recente politieke en sociale geschiedenis van Oost-Congo. Op basis van de verzamelde achtergrondinformatie laat Verbelen de lezer kennismaken met Murhula, een jongen die op een gruwelijke manier in de wereld van de kindsoldaten belandt en later ook in contact komt met de zoon van een Belgische ontwikkelingswerker en een Congolese activiste. Net als in zijn eerste roman leidt de ontknoping naar de Oost-Vlaamse stad Aalst.

### Toneel
Als toneelauteur debuteerde Verbelen met het stuk Het Vertrek, geschreven voor het Toneelatelier Aalst. Het stuk werd hernomen door de Leedse cultuurvereniging TiniTiaTief.
In 2017 speelde Veerle Luts een monoloog van Verbelen in het zogenaamde 'Glazen Straatje', de Gentse raamprostitutiezone. Het stuk heette 'De Verloren Kluts van Veerle Luts' en werd geregisseerd door Anton Cogen.

### Columns
Verbelen is actief als vaste columnist voor de krant Deze Week en publiceerde eerder gastcolumns en opiniebijdragen voor onder meer De Standaard, De Morgen, Klasse en De Bond. Hij schreef ook voor het project '1001 Liefdes' van Creatief Schrijven.

## Prijzen
In 2014 was Dimitri Verbelen Cultuurlaureaat van de gemeente Lede.